# Японська православна церква
Япо́нська правосла́вна це́рква (яп. 日本ハリストス正教会, кириліз.: Ніхон Харісутосу Сейкьо:кай; рос. Японская православная церковь) — автономна православна церква в складі Московського патріархату з юрисдикцією на території Японської Держави.
Станом на 31 грудня 2014 року, за даними Міністерства культури і науки Японії, Православна церква Японії налічувала 3 єпархії, 67 парафій, 1 чоловічий монастир, 1 семінарію, 37 священнослужителів і 9 619 послідовників (0,0076% від усього населення Японії). Використовує у своїй літургії візантійський обряд та юліанський календар. У богослужінні використовуються японська, церковнослов'янська, англійська мови. Японська православна церква є частиною Східного християнства. Очолюється архієпископ Токійським, Митрополитом усієї Японії Серафимом (з 22 жовтня 2023 року). Головний храм —  Собор Воскресіння Христового (Токіо).

## Історія
Першою православною церквою, яка відкрилася в Японії, була дерев’яна каплиця Воскресіння Христового в Хакодате, Хоккайдо (на території Російського консульства), освячена у жовтні 1860 року.
У липні 1861 р. молодий російський ієромонах Миколай Касаткін (згодом канонізований і відомий як Миколай Японський) прибув до Хакодате служити в консульстві як священник. Він став першим, хто вивчив місцеву мову та звичаї достатньо для поширення православного християнства серед місцевого населення. Хоча тодішній уряд Японії заборонив японцям приймати християнство, поступово з 1864 року, до православної церкви почали звертатися перші японці (однак хоча вони були першими в Японії, вони не були першими японцями, які стали православними християнами: деякі японці, які оселилися в Росії прийняли православне християнство раніше). У 1870 році, з ініціативи тоді ще ієромонаха Миколая (Касаткіна) була заснована Російська духовна місія в Японії. Згодом ієромонах Миколай став предстоятелем новоствореної Японської церкви. Великим вкладом архієпископа Миколая у існування православної церкви в Японії став його переклад Священного Письма і літургійних текстів японською мовою. Також, за часи його керування церквою, було зведено кафедральний собор у місті Токіо (1891).

### Період Мейдзі (1870—1912)
У 1879 році в Токіо в приміщеннях, що примикають до кафедрального собору, була відкрита Токійська православна духовна семінарія, яка діє до цього дня.
Церковний собор у липні 1879 року складався з 112 делегатів-японців, ухвалив клопотатися перед Святішим синодом про рукоположення начальника місії архимандрита Миколая (Касаткіна) в сан єпископа. 30 березня 1880 року в Троїцькому соборі Олександро-Невської лаври в Петербурзі відбулася його хіротонія в єпископа Ревельского, вікарія Ризької єпархії (28 березня 1906 року указом Святійшого синоду єпископ Миколай був зведений в сан архієпископа з титулом «Японський»).
У 1880 року Японська православна церква налічувала 5377 членів, шістьох японських священників, 78 японців-катехизаторів. Для підготовки викладачів і священнослужителів було засновано духовна семінарія в Токіо і шість духовних училищ. Були дві школи для навчання дівчат.

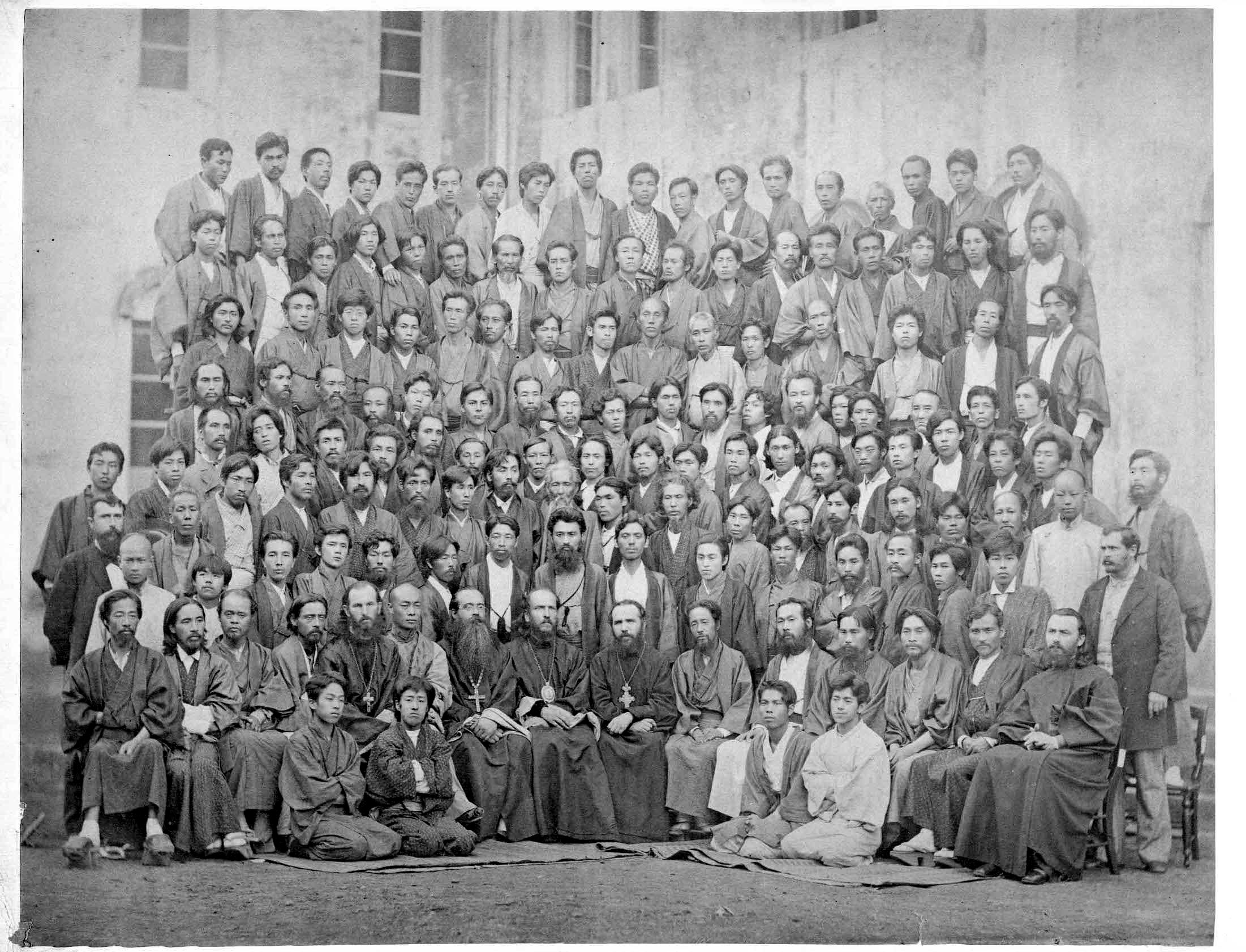
Собор Японської православної церкви, 1882

8 березня 1891 був освячений кафедральний Воскресенський собор в Токіо, названий японцями Нікорай-до (яп. ニコライ堂, латиніз.: nikorai-dō).
На початку 1903 року в Японії було вже 28 230 православних.
У 1906 році було засновано Кіотоское вікаріатство Токійської єпархії (Японської місії), на чолі якого був поставлений єпископ Андронік (Нікольський), а в березні 1908 року, —  Сергій (Тихомиров). Він очолив місію після смерті архієпископа Миколая (Касаткіна) в лютому 1912 року (з 19 травня 1912 єпископ Токійський і Японський).
У 1912 році (останній рік служіння архієпископа Миколая) в Японії налічувалося вже 33 тисячі православних християн і 266 парафій. Було відкрито і побудовано 175 тимчасових церков і вісім церков стаціонарних, клір складався 40 священнослужителів-японців.

### Період Тайсьо і довоєнний період Сьова (1912—1945)
Після революції 1917 року Православна церква в Японії стала фактично самокерованою. Японські парафії, позбавлені фінансової підтримки з Росії, перейшли на самофінансування, що змусило значно урізати місіонерську і просвітницьку роботу.
Великий землетрус Канто 1923 року зруйнувала багато будівель, бібліотеки і сильно пошкодило Токійський Воскресенський собор. Повторне освячення собору відбулося 15 грудня 1929 року.
У 1939 році в Японії був виданий закон, згідно з яким лише вроджені японці могли очолювати релігійні громади. Митрополит Сергій 4 вересня 1940 року змушений піти на спокій, передавши тимчасове управління справами церкви мирянину Арсенію Івасава, який користувався довірою військових кіл Японії.
Питання про обрання нового предстоятеля розділило японську паству, але більш впливова група висунула кандидатуру найстарішого японського протоієрея, Іоана Оно. У березні 1941 року отець Іоан прийняв постриг в Харбіні, а 6 квітня відбулася хіротонія архимандрита Миколая (Оно) в єпископа Токійського та Японського архієреями Російської зарубіжної церкви. Багато японських віруючих чинили опір новому єпископу, але на позачерговому Церковному соборі 18 червня 1941 року, що проходив під наглядом японської влади, єпископ Миколай був визнаний японським предстоятелем.
Офіційно пішов на спочинок митрополит Сергій (Тихомиров) продовжував надавати допомогу єпископу Миколаю в управлінні місією. У квітні 1945 року митрополит Сергій був заарештований за підозрою в шпигунстві, був підданий тортурам і після сорокаденного ув'язнення відпущений. Його здоров'я було підірване. Через три місяці 10 серпня 1945 року він помер у маленькій квартирі на околиці Токіо.

### Післявоєнний період Сьова (1945—1989)
5-6 квітня 1946 відбувся перший післявоєнний Церковний собор, який виніс рішення про відлучення єпископа Миколая від управління. Хоча рішення возз'єднатися з Московською патріархією було вже зроблено Японської консисторією в кінці березня 1946 року і японська паства на чолі з єпископом Миколаєм була прийнята Московським патріархом Алексієм I, під впливом американської влади Собор прийняв постанову, в якому серед іншого йшлося: «Японська православна церква для відновлення церковної діяльности, відновлення проповіді, освіти священнослужителів покладається на керівництво і допомогу Американської православної церкви за посередництвом головного штабу союзних держав». У грудні 1946 року американська влада не дозволила в'їзд в країну єпископів Бориса (Віка) і Сергія (Ларіна), які були надіслані Московською патріархією. У свою чергу, з США в січні 1947 року в Токіо прибув єпископ Веніамін (Басалига), ієрарх Американської митрополії, тоді де-факто незалежною (в схизмі з Московським патріархатом). Згідно з деякими джерелами, ключову роль у протидії відновленню контролю Московського патріархату над Японської церквою зіграв полковник Армії США Борис Паш, син глави Американської митрополії митрополита Феофіла (Пашковського), що був у той час начальником відділу зі зв'язків з іноземцями в штабі головнокомандуючого союзними окупаційними військами в Японії генерала Дугласа Макартура.
За підтримки американської влади єпископ Веніамін (Басалига) став на чолі більшості японських православних, а також Корейської місії, яка в 1955 році перейшла в юрисдикцію Константинопольського патріархату. Менша частина японської пастви на чолі з Миколаєм (Оно) і протоієреєм Антонієм Такай відмовилося увійти в Американську юрисдикцію і продовжувала своє існування як Японське благочиння Московського патріархату, використовуючи для богослужінь приміщення поблизу собору Миколай-до в Пушкінській школі, де вчилися діти російських емігрантів. 10 грудня 1967 ієромонах Миколай (Саяма) був висвячений на єпископа Токійського і всієї Японії в Ленінграді і оголошений главою Російської місії.
У 1949 році церковне життя в Миколай-до пожвавилася, що серед іншого було пов'язано з прибуттям з Китаю значної кількості російських біженців від комуністичного режиму в Китаї. У грудні 1950 року з благословення єпископа Веніаміна був створений Троїстий комітет, до якого увійшли японці, росіяни і греки; метою комітету був збір коштів на ремонт собору, на придбання церковного начиння. Крім того, в Америці був утворений комітет допомоги Японської церкви.
У 1969 році, за підсумками тривалих переговорів між Американською митрополією і Московською патріархією, було досягнуто повне примирення між ними, і в березні наступного року укладено угоду, що передбачала всталення автономної Японської церкви в складі Московського патріархату.

#### Автономна церква (після 1970 року)
У 1970 році останній глава Японської єпархії Американської митрополії Володимир (Нагосскій) очолив японську делегацію до Російської церкви, і 10 квітня відбулося підписання Томосу про автономію Японської церкви, зведення владики Володимира в сан «Архієпископа Токійського, Митрополита всієї Японії» і канонізація Миколи Японського в лику святих рівноапостольних. Деякі помісні православні церкви та Вселенський патріархат не визнали нової автономії.
У березні 1972 митрополит Володимир відбув до США, і 19 березня 1972 року новим предстоятелем був обраний Феодосій (Нагасіма). Митрополит Феодосій зайнявся відновленням церковного життя, сприяючи зміцненню зв'язків між парафіями. Перші десять років його пастирських праць були присвячені перебудови церковної структури та активізації церковного життя. Коли Японська церква отримала новий уклад, почалася реставрація Токійського катедрального собору. У зв'язку з його сторіччям Японська церква і уряд вирішили оновити його повністю; реставрація завершилася в 1998 році.
На відміну від католицької і більшості протестантських церков Японії, Японська православна церква не використовує усталеної в японській мові християнської термінології. З 19 століття вона розробила власний словник. Більшість термінів вважаються застарілими словами і малозрозумілі для сучасних японців.
В деяких православних церквах є традиція молитися за монархів і регентів. Таким чином, наприклад православна церква в Англії молиться за королеву. В Японській православній церкві проводяться молитви за Японську державу, а також молитви за імператора Японії.
У християнстві є традиція ховати тіла померлих. Однак, оскільки в Японії, на рівні законодавства прийнято кремувати тіла померлих, в Японській православній церкві також допускається кремація.
У 2005 році в Токіо, поруч з кафедральним собором Воскресіння Христового (Нікорай-до) з благословення митрополита Токійського і всієї Японії Даниїла був утворений перший чоловічий монастир. Настоятелем монастиря, освяченого в 2006 році на честь рівноапостольного Миколая Японського, став ієромонах Троїце-Сергієвої лаври Герасим (Шевцов).
Літом 2009 року в Воскресенському соборі у Токіо проходило відспівування відомої японської співачки Каорі Кавамура, яка померала від раку у 2009 році (народилася в Москві, хрестилася в ранньому віці).
У результаті землетрусу силою 9 балів, що стався 11 березня 2011 року в Тихому океані біля північно-східного узбережжя острова Хонсю, постраждали деякі храми.
У ніч з 23 на 24 листопада 2018 року, в день пам'яті преподобного Феодора Студита, в православному чоловічому монастирі на честь святого рівноапостольного Миколая Японського, розташованому в японському місті Адзіро, відбулася перша літургія.

## Організація та структура

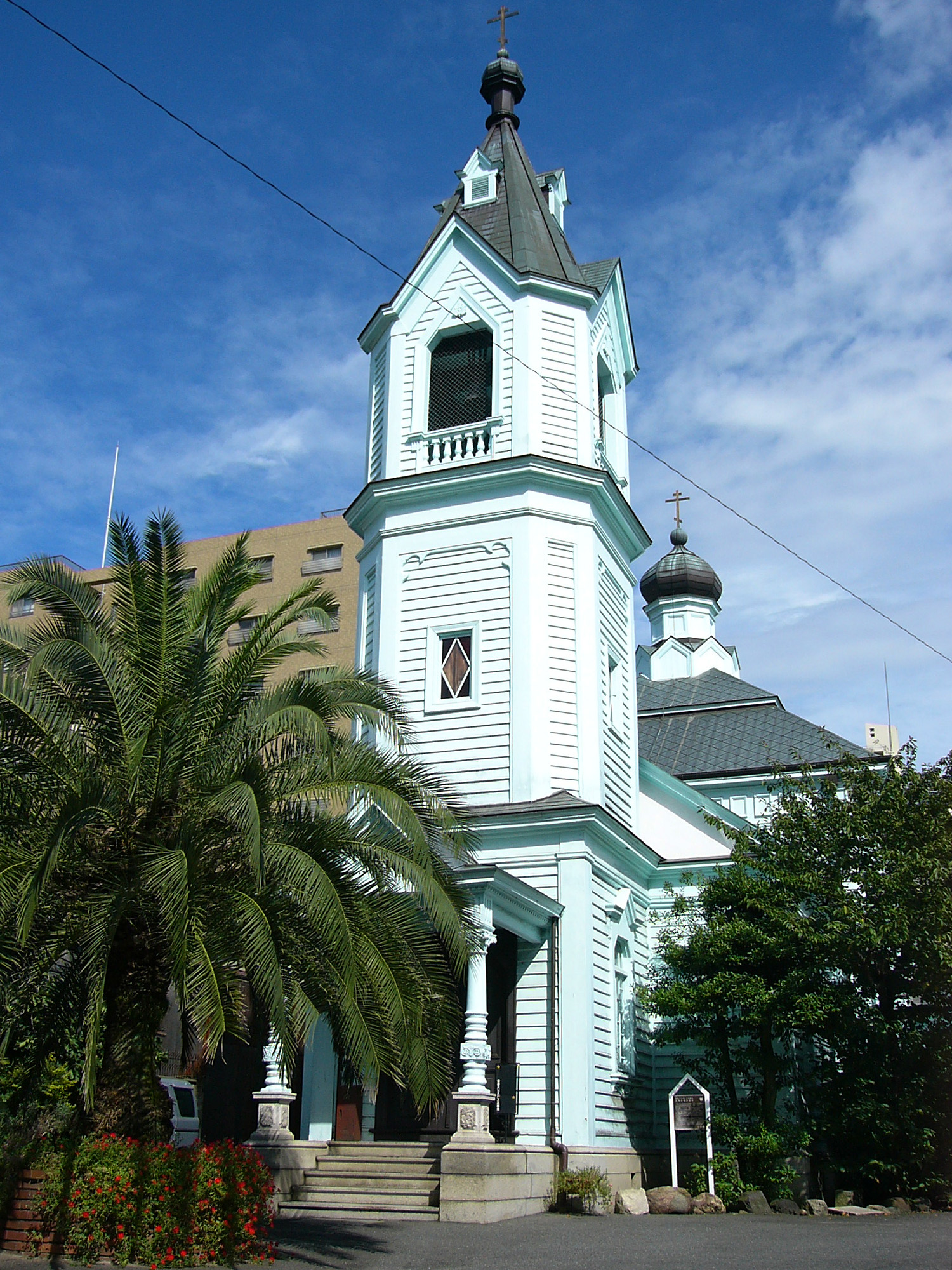
Благовіщенський собор у Кіото

Предстоятель Православної Церкви в Японії — Даниїл (Нусіро), митрополит усієї Японії та архієпископ Токіо (з травня 2000 р.). До того, як стати архієпископом Токіо і митрополитом усієї Японії, Даніїл займав єпископську кафедру в Кіото.
Станом на кінець 2014 року, згідно з даними, наданими Міністерством культури Японії, церква налічувала загалом 67 парафій (громад), 37 священнослужителів та 9619 послідовників (зареєстрованих членів).
Японська православна церква керує Токійською православною семінарією. Семінарія приймає лише вірних чоловіків і дає трирічну теологічну освіту тим, хто очікує стати рукоположеними пресвітерами та місіонерами. Семінарія також видає щомісячний журнал "Seikyo Jiho".
Православна церква Японії видає релігійні книги, включаючи японський православний переклад Нового Завіту та псалмів та богослужбові тексти, доступні як тексти окремо або з музичними нотами. Її штаб-квартира в Токіо та місцеві парафії видають брошури для вірних, які шукають подальшої релігійної освіти.

### Предстоятелі
- 1880—1912 — Миколай (Касаткін) (В 1870-1880 — архимандрит, начальник Місії)
- 1912—1940 — Сергій (Тихомирів)
- 1940—1941 — Арсеній Івасава в/о, мирянин
- 1941—1946 — Миколай (Оно)
- 1946—1947 — Самуїл Удзава в/о, протоієрей

| У юрисдикції Московського Патріархату - 1947—1954 — Миколай (Оно) - 1954—1966 — Антоний Такай, протопросвітер - 1966—1967 — Миколай (Саяма), архимандрит - 1967 — Ювеналій (Поярков), єпископ Зарайський - 1967—1970 — Миколай (Саяма) | У юрисдикції «Американської митрополії» (Токійська єпархія) - 1947—1952 — Веніамин (Басалига) - 1952—1962 — Іриней (Бекіш) - 1962—1964 — Никон (де Греве) - 1962 — Амвросій (Мережко) в/у - 1964—1970 — Владімір (Нагоський) |

- 1970—1972 — Володимир (Нагоський)
- 1972—1999 — Феодосій (Нагасіма)
- 2000 — Петр (Арихара) (обраний, відмовився через хворобу, незабаром помер)
- 2000—2023 — Даниїл (Нусіро)
- з 2023 — Серафим (Цудзіе)

### Єпархії

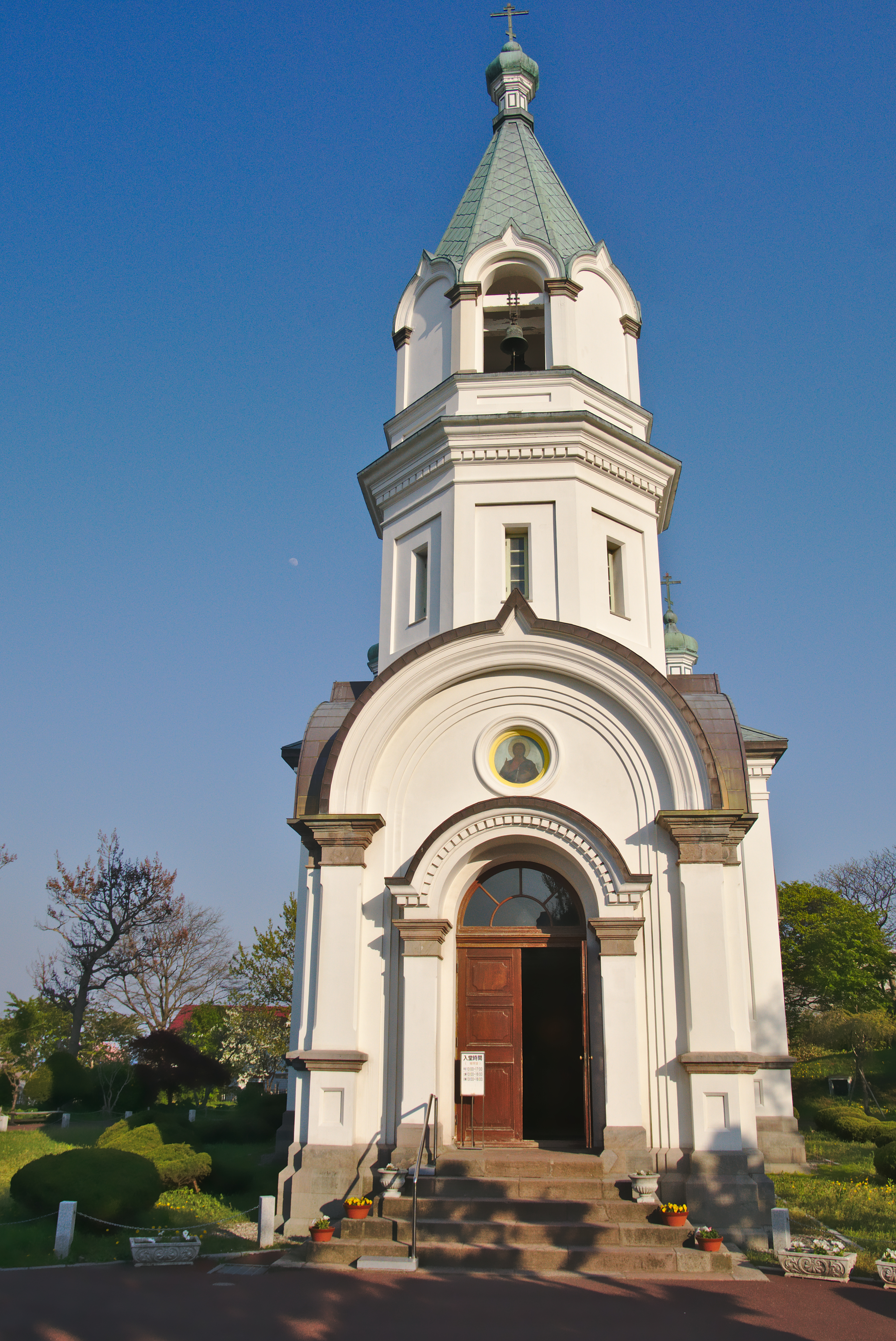
Церква Воскресіння Христового, Хакодате

Православна церква в Японії має три єпархії:
- Токійська (Токіо)

Воскресенський собор (Токіо)
- Східнояпонська (Сендай)

Церква Воскресіння Господнього (Хакодате)
- Західнояпонська (Кіото)

## Літургія
Багато літургійних та біблійних текстів вперше були перекладені японською мовою архієпископом Миколаєм та Накаєм Цугумаро, японським християнським вченим літературної китайської мови. Сьогодні, японська мова Японської православної церкви вважається архаїчною.
Літургійний стиль Японської Православної Церкви перебуває під впливом Синодального стилю часів Російської імперії наприкінці XIX століття.